# Leonard Verburg
Leonard Gerardus Verburg (Amsterdam, 1955) is een Nederlands jurist. Sinds 1 augustus 2007 is hij buitengewoon hoogleraar aan de Radboud Universiteit Nijmegen met als leeropdracht Recht, arbeid en medezeggenschap. Sinds 1 januari 2010 is hij hoogleraar Sociaal Recht aan die universiteit. 

## Juridische carrière
Verburg studeerde rechten aan de Rijksuniversiteit Leiden. Hij studeerde af in 1979. 
Van 1980 tot en met 1999 werkte hij als advocaat (en sinds 1987 als partner) bij Loeff Claeys Verbeke. In 1999 splitste Loeff Claeys Verbeke, en sloot een groot deel van de partners en medewerkers zich aan bij Allen & Overy. Sindsdien is Verburg advocaat en partner bij Allen & Overy, in het kantoor in Amsterdam, tot hij daar begin 2010 vertrok om hoogleraar Sociaal Recht te worden aan de Radboud Universiteit Nijmegen. Daar volgde hij Irene Asscher-Vonk op. 
Op 15 maart 2007 promoveerde Verburg op het onderwerp Het territoir van de (Nederlandse) ondernemingsraad in het internationale bedrijfsleven. Zijn promotor was Paul van der Heijden.

## Nevenwerkzaamheden
Verburg is lid van de vaste adviescommissie arbeidsrecht van de Nederlandse Orde van Advocaten en hij is (samen met Van der Heijden) hoofdredacteur van het tijdschrift ArbeidsRecht.